# تنهاسو
تنهاسو بلدية في ولاية باهيا في المنطقة الشمالية الشرقية من البرازيل.